# Guerra bizantino-sassânida de 421–422
A Guerra bizantino-sassânida de 421–422 foi um conflito entre o Império Romano do Oriente e o Império Sassânida. O casus belli foi a perseguição aos cristãos pelo xá Vararanes V. O imperador bizantino Teodósio II declarou guerra e obteve algumas vitórias iniciais, mas, no final, as duas potências concordaram uma paz que as devolveu ao status quo ante bellum.

## Acontecimentos
Em 421, Vararanes V sucedeu ao pai, Isdigerdes I, que tinha sido morto, e imediatamente iniciou uma perseguição aos cristãos na qual muitos foram mortos. Entre eles estava Tiago Interciso, um conselheiro político de Isdigerdes, que havia se convertido ao zoroastrismo e depois se reconverteu para o cristianismo.
Os cristãos perseguidos fugiram para o território bizantino e foram recebidos pelo bispo de Constantinopla, Ático, que informou ao imperador da situação. Teodósio II era, na época, fortemente influenciado pela sua piedosa irmã, Pulquéria, e se tornara cada vez mais interessado no cristianismo.
A relação romano-sassânida já estava desgastada por algum atrito. Os persas haviam contratado alguns mineiros bizantinos, mas agora se recusavam a permitir que voltassem; além disso, os sassânidas apreenderam propriedades de comerciantes romanos. Assim, quando os embaixadores persas chegaram à corte bizantina para pedir de volta os fugitivos, Teodósio preferiu quebrar a paz e declarar guerra ao invés de entregar-lhes o que queriam.

## Conflito
O comandante-em-chefe do exército bizantino foi Ardabúrio, que, aliás, veio da tribo iraniana dos alanos. Ardabúrio precisou juntar as muitas tropas de diversas regiões para sua campanha. Teodósio, por isso, permitiu que alguns ostrogodos da Panónia se assentassem na Trácia para defendê-la dos hunos enquanto as tropas bizantinas trácias foram enviadas para o oriente.
Ardabúrio enviou Anatólio para a Armênia, onde ele se juntou aos rebeldes, enquanto o comandante Ardabúrio entrou em território persa e devastou Arzanena. O general do exército sassânida, Mir-Narses, marchou com suas tropas para enfrentar Ardabúrio e deu-lhes combate, mas foi derrotado e forçado a recuar. Mir-Narses planejava atacar a Mesopotâmia, uma província romana que tinha sido deixada desprotegida, mas Ardabúrio se antecipou ao plano e chegou a Mesopotâmia em tempo.
Ardabúrio recebeu reforços e cercou a fortaleza de Nísibis. Vararanes se aliou com os árabes lacmidas de Alamúndaro I (Almondir I), que, no entanto, foram repelidos pelos romanos. Neste ínterim, o rei dos hunos, Ruga, atacou as dioceses da Dácia e Trácia e ameaçou Constantinopla; ao mesmo tempo, um grande exército persa avançou em direção a Nísibis. Para evitar uma guerra em duas frentes, Teodósio chamou de volta Ardabúrio.

### Cerco de Teodosiópolis
Segundo uma fonte eclesiástica romana, os sassânidas sitiaram Teodosiópolis por 30 dias, com milhares de soldados e até mesmo máquinas de cerco (que a fonte chama helépolis). Segundo esta fonte, os bizantinos não tentaram ajudar os sitiados, mas os sassânidas foram convencidos a levantar cerco quando o bispo da cidade, Eunômio, nomeado por Tomé, o Apóstolo, matar um rei menor do exército sassânida com uma catapulta.
Apesar do teor religioso evidente desta narrativa, a passagem é importante porque demonstra um ataque sassânida malsucedido em Teodosiópolis. A cidade poder ser a Teodosiópolis na Armênia, e neste caso, o cerco deve ser datado em 421, enquanto Mir-Narses estava na Mesopotâmia, ou Teodosiópolis em Osroena, e neste caso, o ataque deve ser datado após a retirada romana de Nísibis.

### Tratado de paz
O tratado de paz que pôs fim a guerra (422) foi negociado pelo mestre dos ofícios Hélio. Tudo retornou à situação de antes da guerra (status quo ante bellum). Ambas as partes acordaram em rejeitar os desertores árabes do outro, bem como garantir a liberdade religiosa em seus territórios.
Os romanos, contudo, foram obrigados a pagar um tributo anual aos hunos.